# Melda Akcan
Melda Akcan (* 25. Juli 1989) ist eine deutsche Taekwondoin. Sie startet in der Gewichtsklasse bis 72 Kilogramm.
Akcan errang ihre ersten internationalen Erfolge im Jahr 2009. Bei der Universiade in Belgrad erreichte sie das Viertelfinale, bei der Junioreneuropameisterschaft gewann sie Silber. Im folgenden Jahr gewann sie bei der Junioren-EM ihren ersten internationalen Titel, im Erwachsenenbereich erreichte sie bei der Europameisterschaft in Sankt Petersburg das Viertelfinale, wo sie gegen Nuša Rajher ausschied. Im Jahr 2011 startete Akcan in Gyeongju erstmals bei einer Weltmeisterschaft, schied jedoch im Achtelfinale gegen Oh Hye-ri aus. Ihren sportlich bislang größten Erfolg errang sie bei der Europameisterschaft 2012 in Manchester. Mit einem Sieg über Elpida-Marina Dimitropoulou erreichte sie das Halbfinale und gewann mit Bronze ihre erste Medaille im Erwachsenenbereich.
Im Jahr 2010 wurde Akcan erstmals Deutsche Meisterin. Sie startet für den Verein KSC Leopard und studiert International Management an der Hochschule Ansbach.